# グレート・ウェスタン鉄道 (クイーンズランド州)
グレート・ウェスタン鉄道（グレートウェスタンてつどう、英語: Great Western Railway）は、オーストラリア・クイーンズランド州の西部内陸部で1910年に建設が計画されたクイーンズランド州営鉄道の鉄道路線である。本線と4つの支線で構成され、総距離は約2,000kmである。支線の一部は建設されたが支線の残りと本線は建設されなかった未成線である。

## 概要

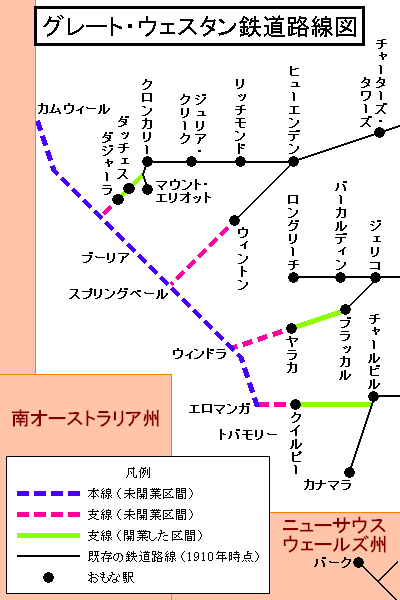
グレート・ウェスタン鉄道路線図

グレート・ウェスタン鉄道の本線は、当初の計画ではクイーンズランド州南西部のサウス・ウェスト地方のトバモリー (Tobermory) から北西部のノース・ウェスト地方のカムウィール (en:Camooweal, Queensland) までであり、起点はのちにトバモリーからエロマンガ (en:Eromanga, Queensland) に変わった。当路線は、当時ニューサウスウェールズ州の北西側の鉄道路線 (en:Main Western railway line, New South Wales) の終点であったバーク (en:Bourke, New South Wales) とノーザンテリトリー（1910年までは南オーストラリア州）の港湾都市であるダーウィンとを結ぶ線上に位置する。
本線は州内の既存の鉄道路線網から大きく西に離れていたため、これらを結ぶ4つのフィーダー路線が合わせて計画された。既存の路線との接続箇所は、カナマラ駅への路線（のちのウェスタン線）の途中でありチャールビル駅の近くのWallal、セントラル線のジェリコ駅 (Jericho) で分岐する支線の終点であるブラッカル駅 (Blackall)、グレート・ノーザン鉄道ウィントン (Winton) 方面の終点であるウィントン駅、グレート・ノーザン鉄道セルウィン (Selwyn)（マウント・エリオット (Mount Elliott)）方面（のちのマウント・アイザ線）の途中でありクロンカリー駅 (Cloncurry) の近くのMalbonの4箇所が予定された。
1917年までに支線のフィーダー路線のうちウェストゲート駅 (Westgate)-クイルピー駅 (Quilpie) 間、ブラッカル駅-ヤラカ駅 (Yaraka) 間、Malbon-ダジャーラ駅 (Dajarra) 間が開業したが、その後1921年頃に工事は中断され残りの区間は開業していない。

## 歴史

### 構想から工事中断まで
クイーンズランド州の鉄道は東海岸の各地の港湾と内陸とを結ぶ東西方向の路線が先に発達した。南北方向の路線は1910年の時点でブリスベン-ロックハンプトン間が開業しているのみであり、それより北にある東西方向の路線はばらばらに存在していた。これらの路線を連結する南北方向の2つの路線を建設する法案が1910年12月に州議会で可決された。1つは東海岸に沿ってロックハンプトン-ケアンズ間を建設するノース・コースト鉄道法で、1924年までにノース・コースト線として全線が開業した。もう1つがグレート・ウェスタン鉄道法である。
グレート・ウェスタン鉄道法では、本線と4支線を合わせた1,282マイルの区間をA区間-D区間の4つの区間に分けて規定した。
A区間
Wallal附近より南西方向に進行しトバモリー附近のGumbo-Gumbo川を経て北西方向に進行し Kyabra Holding 附近に至る鉄道。およそ245マイル。
B区間
ブラッカルより南西方向に進行しKyabra川とクーパー川 (en:Cooper Creek) の合流点附近およびウィンドラ (en:Windorah, Queensland) 附近を経て南方向に進行しA区間の北側の終点に至る鉄道およびウィンドラ附近より分岐して北西方向に進行し Palparara Holding 附近のFarrar's川に至る鉄道。およそ348マイル。
C区間
ウィントンより南西方向に進行しスプリングベール (Springvale) 附近のスプリング川 (Spring Creek) を経て南方向に進行しB区間の北側の終点に至る鉄道およびスプリングベール附近より分岐して北西方向に進行しブーリア (en:Boulia, Queensland) 附近に至る鉄道。およそ361マイル。
D区間
Malbonより南西方向に進行しSulieman's川附近を経て南東方向に進行しC区間の北側の終点に至る鉄道および Sulieman's川附近より分岐して北西方向に進行しカムウィール附近に至る鉄道。およそ328マイル。
また、ルートは必要に応じて25マイル（1913年に50マイルに改正）を超えない範囲で上記の区間からずらすことを認めた。
トバモリー-カムウィール間はバークとダーウィンを結ぶ線上に計画されたが、バーク-ダーウィン間の全線を建設するために必要な調整は行われなかった。

#### A区間の建設
A区間の起点はWallalの約4マイル北のウェストゲート駅となり、法では南西方向のトバモリーに向かうと規定されていたが実際はほぼ真西のエロマンガに向かって建設された。1910-1911年度に着工され、1913年6月23日にウェストゲート駅- Cooladdi (Yarronvale) 間が開業、1913-1914年度にCheepieまで完成し、1917年4月11日にクイルピー駅まで開業した。クイルピー駅-エロマンガ間（120マイル）は未着工である。

#### B区間の建設
B区間は1910-1911年度に着工され、1912-1913年度までにBenlidiまで、1914-1915年度にEmmetまで完成し、1917年4月3日にヤラカ駅まで開業した。1918-1919年度にヤラカ駅-Powell's川間（27マイル）が着工されたが1921年頃に工事は中断した。Powell's川以遠（224マイル）は未着工である。

#### C区間の建設
C区間は1914-1915年度にウィントン駅-37マイル地点間（37マイル）が着工されたが1916-1917年度に工事は中断した。37マイル地点-スプリングベール間（324マイル）は未着工である。37マイル地点は当初はElderslieと呼ばれていた。

#### D区間の建設
D区間は1910-1911年度に着工され、1912-1913年度までにダッチェス駅まで、1915-1916年度にButruまで完成し、1917年4月16日にダジャーラ駅まで開業した。1918-1919年度にダジャーラ駅-Moonah川間（41マイル）が着工されたが1921年頃に工事は中断した。Moonah川以遠（216マイル）は未着工である。

### 工事中断後

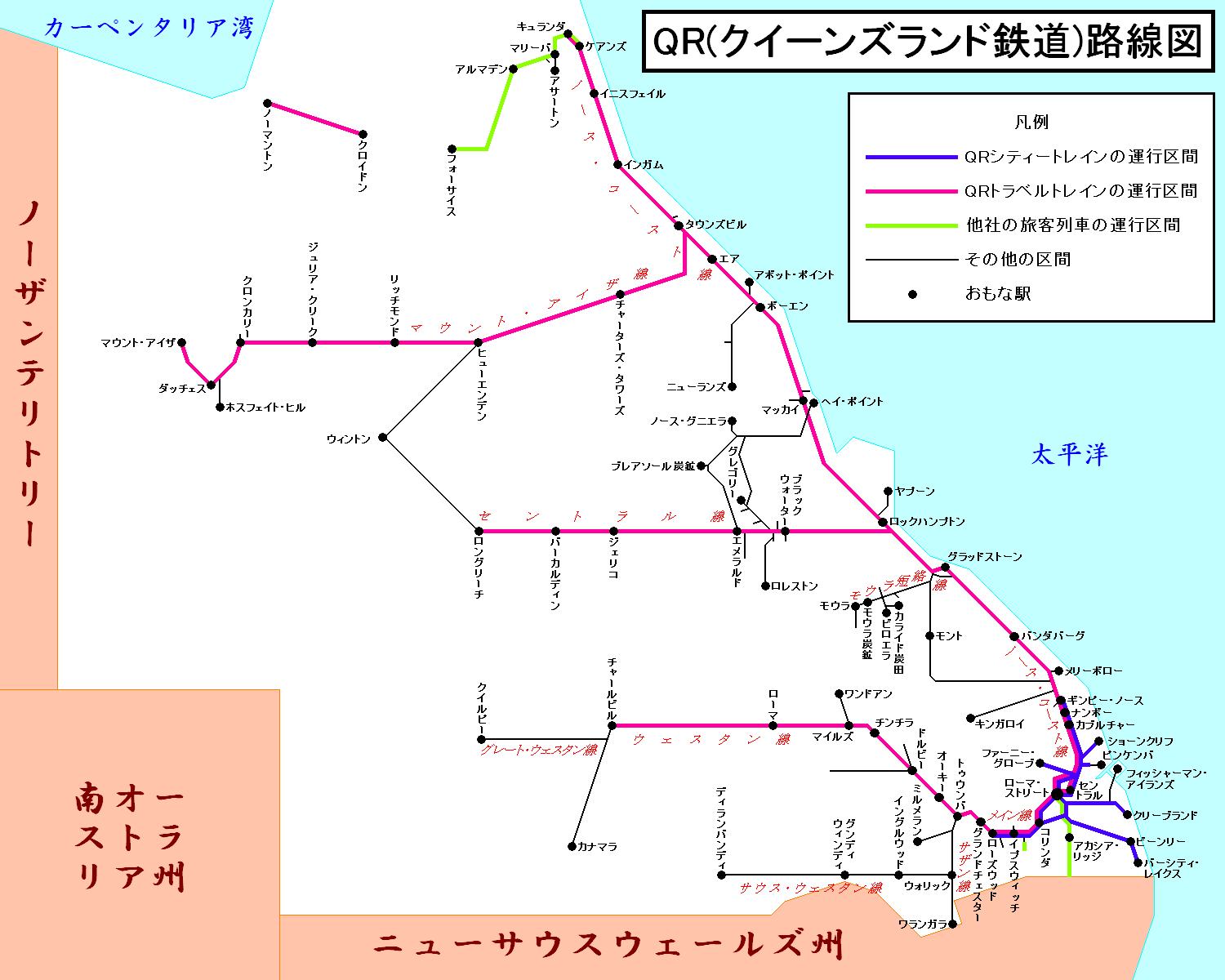
QR（クイーンズランド鉄道）路線図: ウェストゲート駅-クイルピー駅間はグレート・ウェスタン線と呼ばれている。

1916-1917年度にC区間で工事中であったウィントン駅-37マイル地点間の工事が中断し、1921年頃にB区間で工事中であったヤラカ駅-Powell's川間とD区間で工事中であったダジャーラ駅-Moonah川間の工事が中断した。1940年頃までは中断中とされていたが工事が再開されることはなく、実質的に計画は終了した。
A区間で開業したウェストゲート駅-クイルピー駅間はその後もグレート・ウェスタン線と呼ばれている。B区間で開業したブラッカル駅-ヤラカ駅間は2005年にジェリコ駅-ブラッカル駅間とともに廃止された。D区間で開業したMalbon-ダジャーラ駅間のうち、Malbon-ダッチェス駅間は1929年に開業したダッチェス駅-マウント・アイザ駅間の支線とともにマウント・アイザ線の一部となり、ダッチェス駅-ダジャーラ駅間は廃止された。